# Cicero (Illinois)
Cicero je město v americkém státě Illinois, je součástí Metropolitní oblasti Chicaga. Žije v něm něco přes osmdesát tisíc lidí.
Město bylo založeno 10 km západně od Chicaga jako jeho průmyslový satelit, hlavním zaměstnavatelem byly Hawthorne Works, pobočka koncernu Western Electrics. V roce 1902 se od Cicera odtrhlo nové město Oak Park a v roce 1908 Berwyn. Ve dvacátých letech žil v Ciceru známý gangster Al Capone. Město je známé početným českým osídlením, soustředěným hlavně kolem Dvaadvacáté ulice, pojmenované Cermak Road podle Antonína Čermáka. Jedna místní škola nese jméno T. G. Masaryka, vyučuje se v ní i česky. Většina obyvatel českého původu se však přestala ke své mateřštině hlásit, levné pozemky navíc přilákaly přistěhovalce z latinské Ameriky. Podle sčítání v roce 2010 tvoří přes osmdesát procent obyvatel Cicera Američané hispánského a latinskoamerického původu, kdežto Čechů jsou jen 2,3 %. Ve městě sídlí vysoká škola Morton College, nachází se zde koncertní sál Chodl Auditorium, místní kostel je zasvěcen Panně Marii Čenstochovské.
V roce 2002 došlo ke skandálu, když byla místní starostka Betty Loren-Malteseová uvězněna za rozsáhlou zpronevěru. Jan Novák umístil do Cicera děj své knihy o českých emigrantech Striptease Chicago.